# صبار قنفذي
صبار قُنفذي أو صبار شائك (الاسم العلمي: Echinocactus)، جنس من الصبار وفُصيلة الصباراوات.الاسم العلمي مشتق من اليونانية القديمة εχινος (echinos)، والتي تعني «شائك»، وcactus تعني «الصبار». إنه والصبار القاسي جنسان من الصباريات البرميلية. عادًة ما يكون لأعضاء الجنس تشوك كثيف وأزهار صغيرة نسبيًا. ثمارة غزيرة التصوف، وهذا هو أحد الاختلافات الرئيسية بين الصبار الشائك والصبار القاسي. تتكاثر بالبذور.